# AEV 3 Kodiak
AEV 3 Kodiak — немецкий инженерный танк на базе основного боевого танка Leopard 2, использующаяся для выполнения широкого спектра инженерных задач на поле боя. Основные задачи машины являются преодоление минных полей, перекрытие маршрута, выполнение задач по разрытию и закапыванию, а также возведение и снос препятствий. Изначально машина была разработана для нужд швейцарской армии группой компаний Rheinmetall Landsystem GmbH (Германия) и RUAG Defense (Швейцария).
В английской номенклатуре вооружения машина называется AEV 3 Kodiak, в немецкой номенклатуре она получила название Pionierpanzer 3 (PiPz 3) Kodiak. В зависимости от пользователя или  справочного источника, машина может именоваться как Gepanzerte Pionermaschine Kodiak, AEBV (Бронированная инженерная машина для прорыва), Armoured Engineer Vichle 3 Kodiak, Ingenjörbandvagn 120 или L2-AEV.

## История
Разработка AEV 3 Kodiak началась в 2002 году и соответствовала требованиям швейцарской армии к инженерный танк Являясь технологическим партнёром швейцарской армии RUAG Defense вступила в консорциум с Rheinmetall Landsysteme. Производство нового инженерного танка планировалось на шасси немецкого основного боевого танка Leopard 2 (производства компаний Rheinmetall и Krauss-Maffei Wegmann). Наименования Kodiak было выбрано для AEV 3 в маркетинговых целях.
Первый прототип AEV 3 Kodiak был собран на шасси швейцарского Leopard 2 (находившийся в избыточном количестве в швейцарской армии). Летом 2003 года, прототип инженерного танка проходил двухмесячные испытания в швейцарской армии, а в 2004 году был показан на оборонной выставке Eurosatory в Париже. После этого показа прототип пошел в серию испытаний у пользователей танка Leopard 2, таких как Дания, Нидерланды, Испания и Швеция. Во время шведских испытаний прототип задавался в аренду агентствам по закупкам для вооруженных сил Швеции (FMV, Försvarets materielverk) для зимних испытаний. После этих испытаний результаты были переданы Международной координационной группе БРЭМ, созданной специально для выработки некой общности требований и программ к инженерным бронированным машинам. На данном этапе разработки Kodiak в группу входили: Дания, Нидерланды, Испания, Швеция и Швейцария.
9 января 2007 года Rheinmetall объявила о заключении контракта с армией Швейцарии на поставку 12 AEV 3 Kodiak общей стоимостью 95 миллионов швейцарских франков (75 миллионов долларов США). Все 12 машин были построены на шасси швейцарских танков  Leopard 2 со снятыми башнями. Их постройка велась в Швейцарии. К концу 2011 года была поставлена последняя машина AEV 3 Kodiak, все машины используется в 11-м танковом батальоне швейцарской армии.
Следующиvи заказчиками AEV 3 Kodiak станут Нидерланды и Швеция, в рамках совместной закупки. С 2001 года Швеция безуспешно пыталась наладить сотрудничество со Швейцарией и Данией, а с 2005 года начнёт самостоятельную закупку инженерных танков. Нидерланды присоединились к шведскому проекту в 2006 году. 16 января 2006 года Швеция и Нидерланды разместили совместный заказ на покупку 16 инженерных танков (6 для Швеции и 10 для Нидерландов). Стоимость контракта составила около 40 миллионов евро (Швеция) и 60 миллионов евро (Нидерланды). Поставки проходили в период с 2011 года по 2012 год.
Шведские инженерный танков получили наименование в Германии AEV 3 S (Swedish) или шведское наименование Ingenjörbandvagn 120 и базируется на шасси шведского танка Leopard 2 (Stridsvagn 121 на вооружении Швеции). Шасси были модифицированы на месте до уровня Stridsvagn 122, а затем перевезены в германию для переоборудования. Инженерные танки Нидерландов базируются на шасси Leopard 2A4. Был произведён капитальный ремонт в Нидерландах перед отправкой в Германию для переоборудования. В процессе эксплуатации нидерландские AEV 3 Kodiak заменили 14 инженерных машин на базе Leopard 1. Сообщается, что шведские и голландские инженерные танки имеют 95% сходства, различаются только камуфляжные рисунки, установки пуска дымовых гранат и некоторое снаряжения и инструменты. Голландские инженерные танки имеют защиту от ЯО.
Сингапур располагает  в общей сложностью 14 AEV 3 Kodiak под наименованием L2-AEV, которые были заказаны и доставлены в период с 2014 по 2015 год. Они находятся на вооружении в 38-м батальоне боевых инженеров Сингапура (38 SCE) и заменили M728 CEV американского производства .
Последним пользователем AEV 3 Kodiak является бундесвер. 12 мая 2021 года Rheinmetall объявило, что Федеральное ведомство по оборудованию, информационным технологиям и  сервисной поддержки Бундесвера (BAAINBw)подписало контракт на производство и поставку 44 Kodiak общей стоимость около 295 миллионов евро. Первая машина будет изготовлена 2023 году, поставки должны завершиться к 2029 году. Заказ включает ряд дополнительных услуг, связанных с обучением экипажа.

## Описание конструкции
AEV 3 Kodiak изготавливается на излишних шасси Leopard 2 от заказчиков, но может быть изготовлен с нуля. основные модификации включают в себя демонтаж башни, установку новой надстройки, установку гидравлического крепления для бульдозерного отвала или плуга для разминирования,  а также установку телескопической стрелы, обычно оснащаемой экскаваторным ковшом.

### Корпус
Надстройка AEV 3 Kodiak изготовлена из цельносварной стали, уровень защиты которой классифицирован и для которой был разработан комплекс противоминной защиты. В башенной надстройке имеется два разделённых отделения слева и справа, оба отделения оснащены кондиционером. Левое отделение предназначено для механика-водителя и инженера, правое - для командира. У механика-водителя есть задний люк с тремя дневными перископами. Система видеонаблюдения, включает до 6 камер (на основной стреле, бульдозерном отвале, передней и задней части бронемашины), обеспечивают экипажу панорамный обзор и индивидуальную ситуационную осведомлённость экипажа.
По центру между двумя отделениями экипажа расположена стрела с экскаваторным ковшом. Если он не используется, то стрела перемещается назад и располагается между отсеками для экипажа. Стрела экватора данной бронемашины, в целом напоминает стрелу строительного экскаватора, но с двумя точками поворота вместо одной. Стандартный экскаваторный ковш имеет объём в 1 кубический метр и может перемещать до 200 кубических метров в час. Максимальный вылет стрелы по горизонтали составляет 9 метров, а по вертикале - 8,2 метра. Ковш и другие навесные элементы могут быть сменены из-под брони с помощью быстроразъёмного устройства. Имеется  множество различных инструментов, кроме экскаваторного ковша, имеется манипулятор, гидравлический молоток, землеройный шнек. При необходимости можно транспортировать 2 из всех возможных инструментов, на задней части бронемашины. Стрела экскаватора может использоваться для подъёма таких предметов, как бревна, и имеет максимальную грузоподъёмность в 3,5 тонны (без учёта прикреплённого ковша): 2,6 тонны с ковшом.
Также в передней части бронемашины установлен бульдозерный отвал с гидравлическим приводом, шириной 3,42 метра и длиной 4,02 метра с удлинителями. Его можно использовать для разравнивания или деформировании дорог, а также в качестве опоры при использовании лебедки или манипулятора (ковша экскаватора) при подъёме тяжестей. Отвал также может быть оснащён двумя скарификаторами. Отвал, может быть заменён на противоминный комплекс включающий в себя: минный трал, систему разметки расчищенной полосы движения и систему дубликатора сигнатур сигнатур для нейтрализации противотанковых мин, оснащённых усовершенствованными взрывателями.
В первую очередь для ликвидации препятствий установлены две гидравлические девятитонные лебёдки Rotzler с регулируемой скоростью вращения. Длина троса составляет 200 м, каждая лебёдка может работать по отдельности со скоростью вращения 90 об/мин, применяют для устранения препятствий. Kodiak может обеспечить электропитанием внешнего оборудования, такого как фонари и ручные инструменты.
Для защиты бронемашины на AEV может быть установлен оружейный пост с ручным или дистанционным управлением. Варианты вооружения могут варьироваться от ручного пулемёта калибром 5,56 мм до  40 мм гранатомёта. Шведские бронемашины оснащены системой Kongsberg Protector Nordic ROWS, вооружённый крупнокалиберным пулемётом M2 калибра 12,7 мм и оснащённый камерой Kongsberg VIS 95 с углом обзора в 95° с прицельным ИК-лазером Kongsberg с длиной волны 850 нм. Также установлены дымовые гранатомёты. AEV 3 Kodiak оснащён системами обнаружения и тушения пожара.

### Двигатель и трансмиссия
Как и танк Leopar 2, AEV 3 Kodiak оснащён дизельным двигателем MTU MB 873 Ka-501 V-12, объединённого с трансмиссией Renk HSWL 354. Двигатель располагается в задней части бронемашины и весит 2,59 тонны (без ГСМ) и спроектирован так, чтобы двигатель располагался первым, а сзади него шла трансмиссия, причём воздухозаборники двигателя расположены над трансмиссией. Двигатель разделён надвое водонепроницаемой перегородкой, которая сохраняет переднюю часть двигателя сухой, в то время как задняя часть заливается водой для охлаждения при глубоком переходе вброд. AEV 3  Kodiak может преодолевать вброд до 2,25 м. Масса не сухого двигателя составляет 3,025 тонны и может быть заменён в полевых условиях примерно за 35 минут, единым блоком.
47,6 литровый MTU 873 Ka-501 развивает мощность примерно 1500 л.с. (1479 л.с., 1103 кВт)  при 2600 об/мин и расход топлива составляет около 3 л/км на дороге и около 5 л/км на пересечённой местности. Дизельное топливо храниться в топливных баках общим ёмкостью 1100 литров. Трансмиссия Renk HSWL 354 обеспечивает четыре передачи вперед и две передачи назад. Максимальная скорость вперед составляет 68 км/ч и 31 км/ч задним ходом. Запас хода по дорогам составляет 500 км.
Электропитание бронемашины обеспечивается генератором мощностью 20 кВт, установленным в нижней части двигателя и приводимый в движение механическим способом от главного привода. Система работает от напряжения от 24 до 28 В с ёмкостью до 400 Aч, разделённой на цепь малой мощности 100 Ач и цепь высокой мощности 300 Ач. Для некоторых систем, таких как запуск двигателя, могут быть использованы обе цепи. Если двигатель не работает, питает осуществляет от восьми аккумуляторов, установленных с каждой стороны в задней части машины в специальных отсеках, доступ к которым возможен с задней части корпуса. Две последовательно соединённые батареи  напряжением 12 В обеспечивают питание в цепи низкого электропотребления, а четыре батареи напряжением 12 В каждая, в трёх последовательных комплектах по две в каждом обеспечивают питание цепи высокого электропотребления. Запуск ВСУ с помощью второй бронемашины в случаях отказа аккумулятора, может быть осуществлён с помощью разъёма  в задней части корпуса. При необходимости ВСУ может вырабатывать 4,2 кВт электроэнергии.
Ходовая часть состоит из семи сдвоенных опорных катков с возвратно-поступательными движениями с каждой стороны, ленивцем в передней части и ведущей звёздочкой сзади. Подвеска опорных катков обеспечивается дорожной балкой и амортизаторами 82-звенчатыестальные гусеницы Diehl 570F, имеют ширину 635 мм, для дополнительного сцепления до 18 резиновых накладок. Эти закладки могут быть заменены на стальные грунтозацепы. Торможение двигателя обеспечивается замедлителем и двумя дисковыми тормозами с масляным охлаждением.

## Операторы
- Германия: AEV 3 Kodiak  был предложен, компанией Rheinmetall, немецкой армии, в рамках программы по замене бронемашины Pionerpanzer 2 Dachs на базе Leopard 1.  В апреле 2021 года было объявлено о решении закупить 44 AEV 3 Kodiak, данное заявление было подтверждено компанией Rheinmatall 12 мая 2021 года.
- Нидерланды: Нидерланды присоединились к шведской программе по закупке инженерной бронированной машине в 2006 году, а в январе 2008 года был заключён  контракт стоимостью около 60 миллионов евро на поставку 10 AEV 3 Kodiak с поставкой в период с 2011 по 2012 год. Сообщается, что шведские и голландские бронемашины схожи на 95%
- Сингапур: Сингапур заказал в общей сложности 14 AEV 3 Kodiak (находящихся на вооружении по наименованием L2-AEV). Поставка осуществлялась в период с 2014 по 2015 года. Машины находятся на вооружении 38-го батальона боевых инженеров Сингапура.
- Швейцария: Швейцарская армия была изначальным заказчиком AEV 3 Kodiak, бронемашины, изначально разрабатывались для нужд Швейцарии. Заказ на 12 машин был размещён 9 января 2007 года, его стоимость составила 95 миллионов швейцарских франков (76 миллионов долларов США). К концу 2011 была поставлена последняя бронемашина, эти машины состоят на вооружении 11-го танкового батальона армии Швейцарии
- Швеция: Швеция заказала 6 AEV 3 Kodiak S (S-Swedish) с местным обозначением Ingenjörbandvagn 120 в 2005 году. В январе 2008 года был заключён контракт общей стоимостью 40 миллионов евро на поставку в период с 2011 по 2012 года. Шведская покупка была осуществлена совместно с Нидерландами.

## Галерея

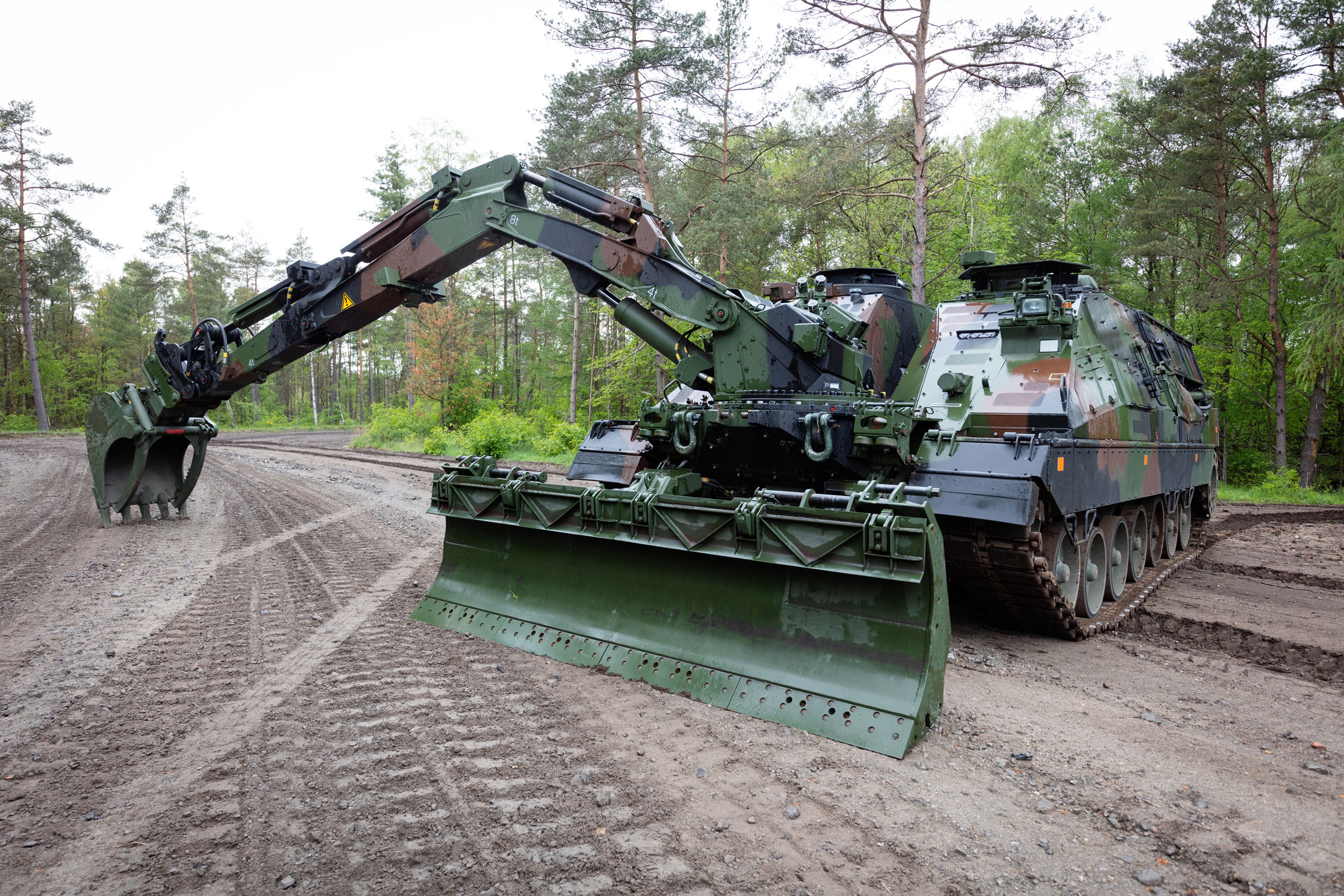
Рекламное изображение AEV 3 Kodiak от Rheimetall
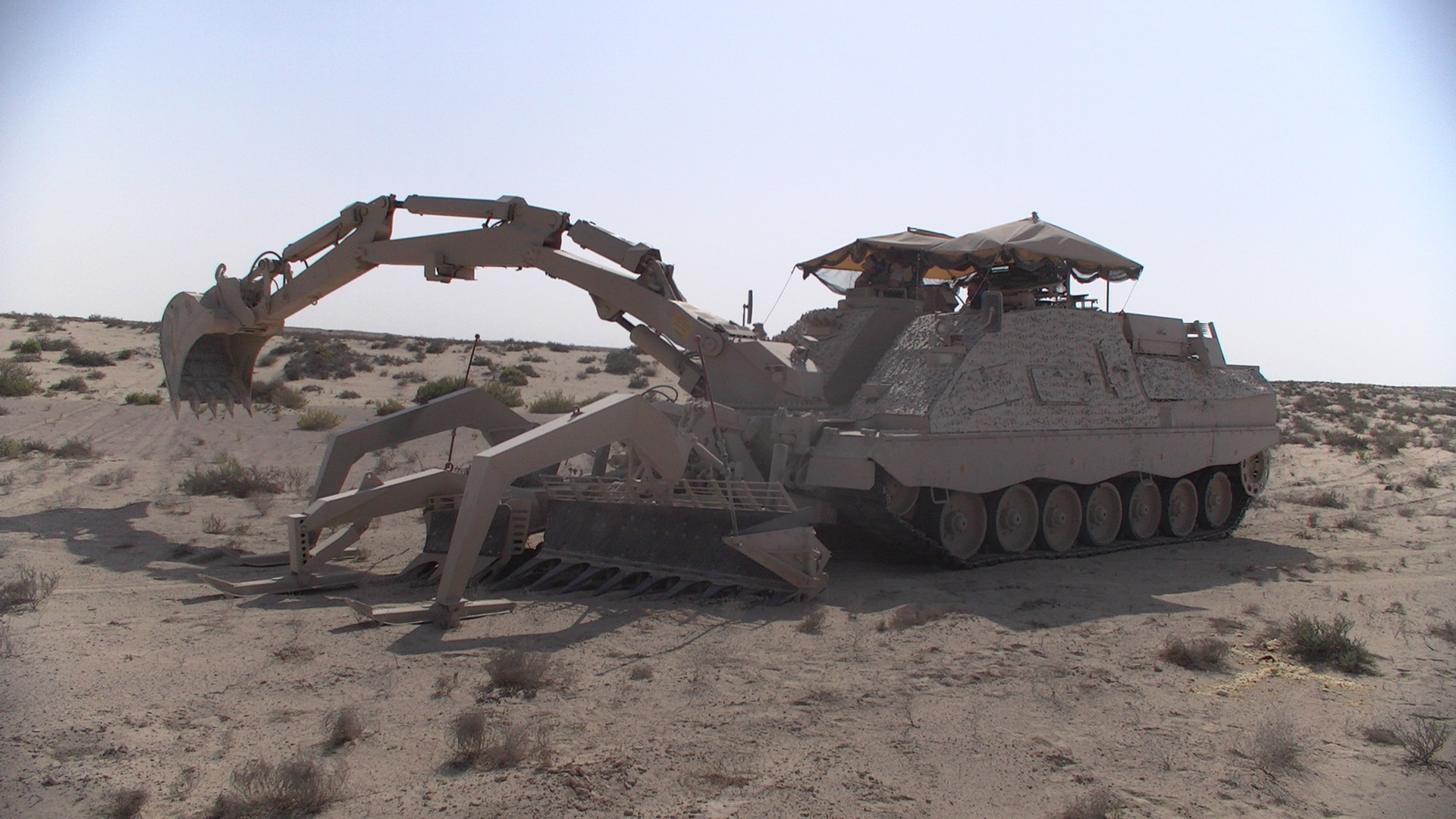
AEV 3 Kodiak оптимизированный под работу в жарком климате оснащённый минным плугом Pearson в полную длину
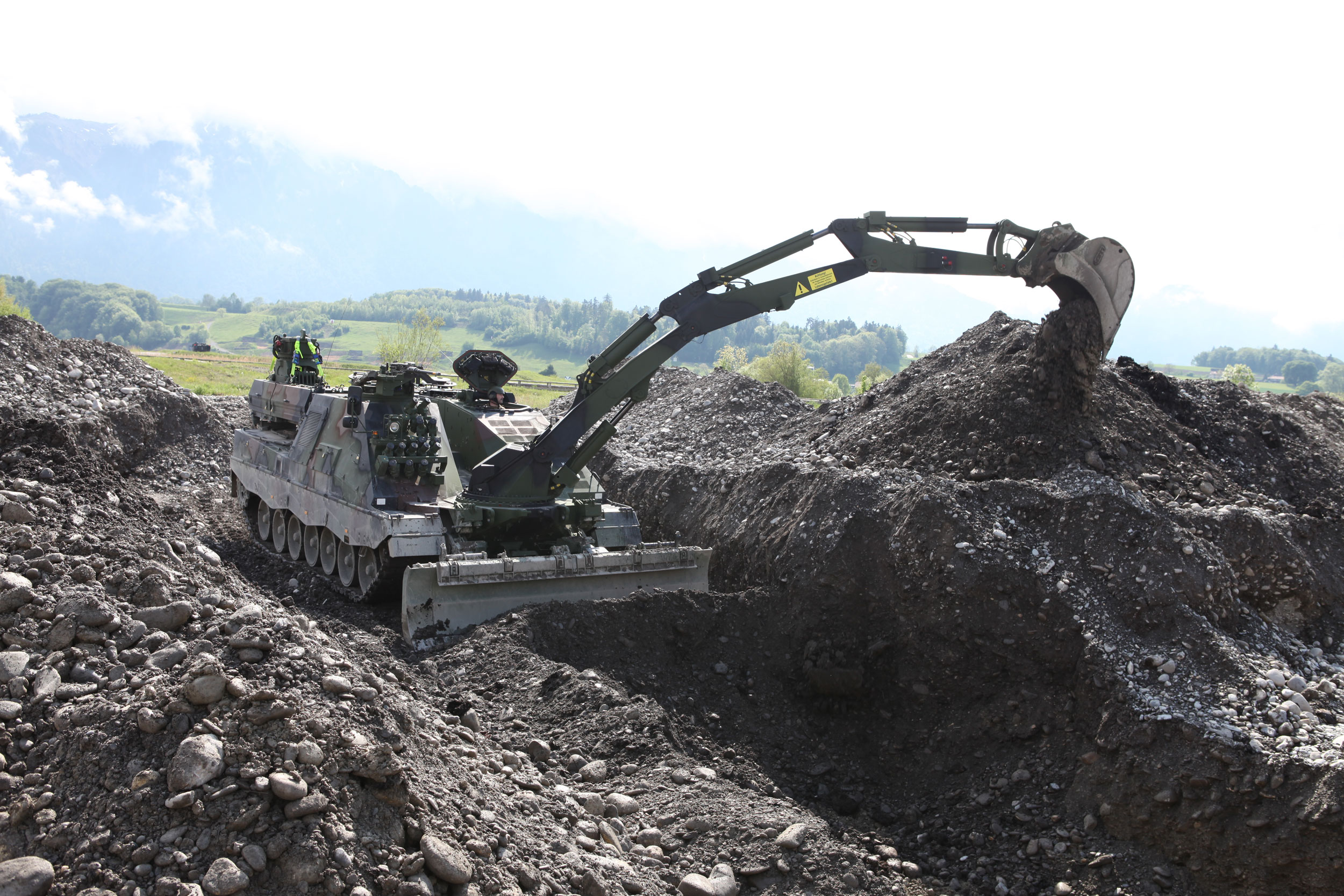
Две точки поворота на стреле экскаватора AEV 3 Kodiak хорошо видны во время копания.
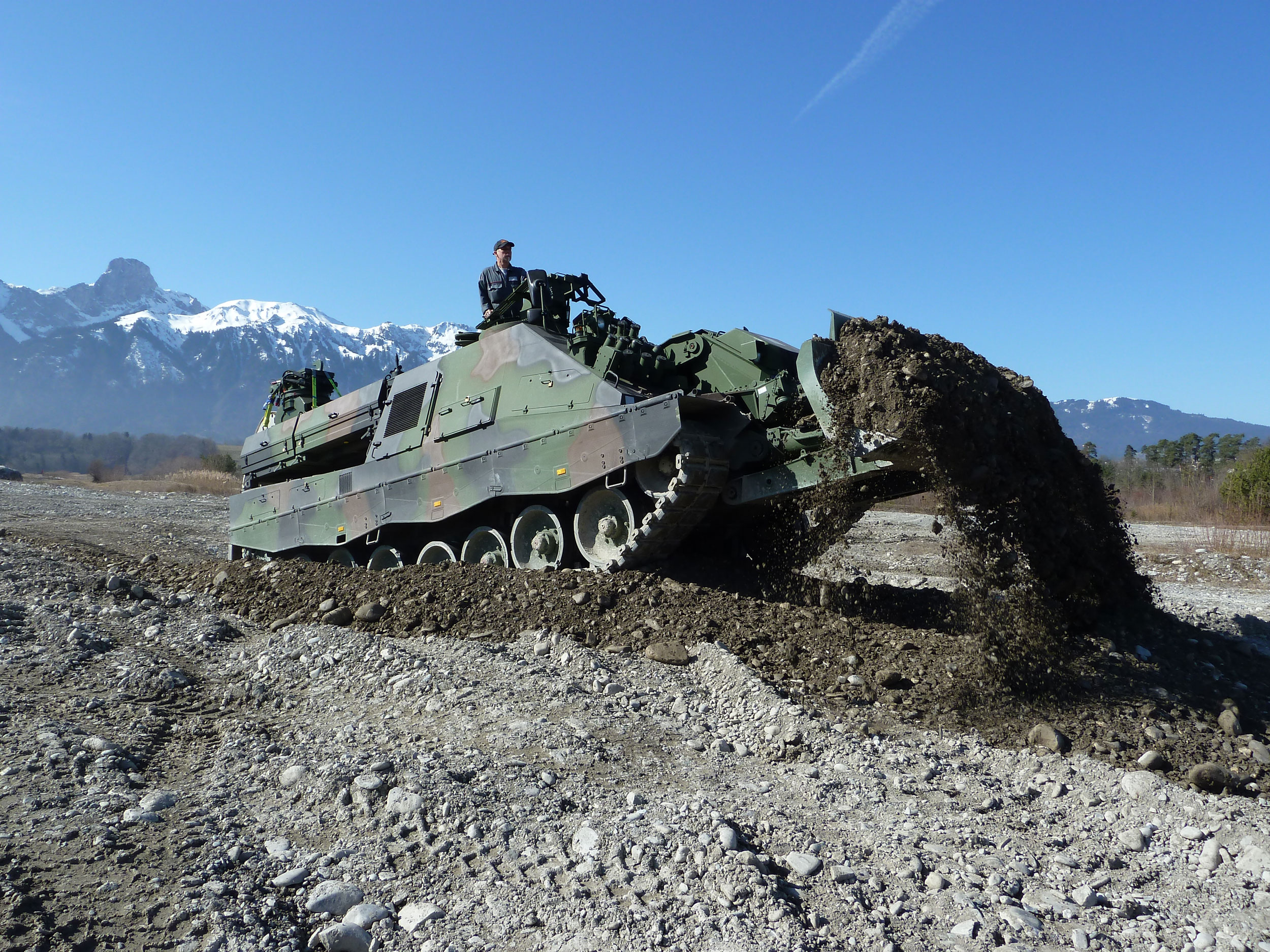
AEV 3 Kodiak использует бульдозерный отвал
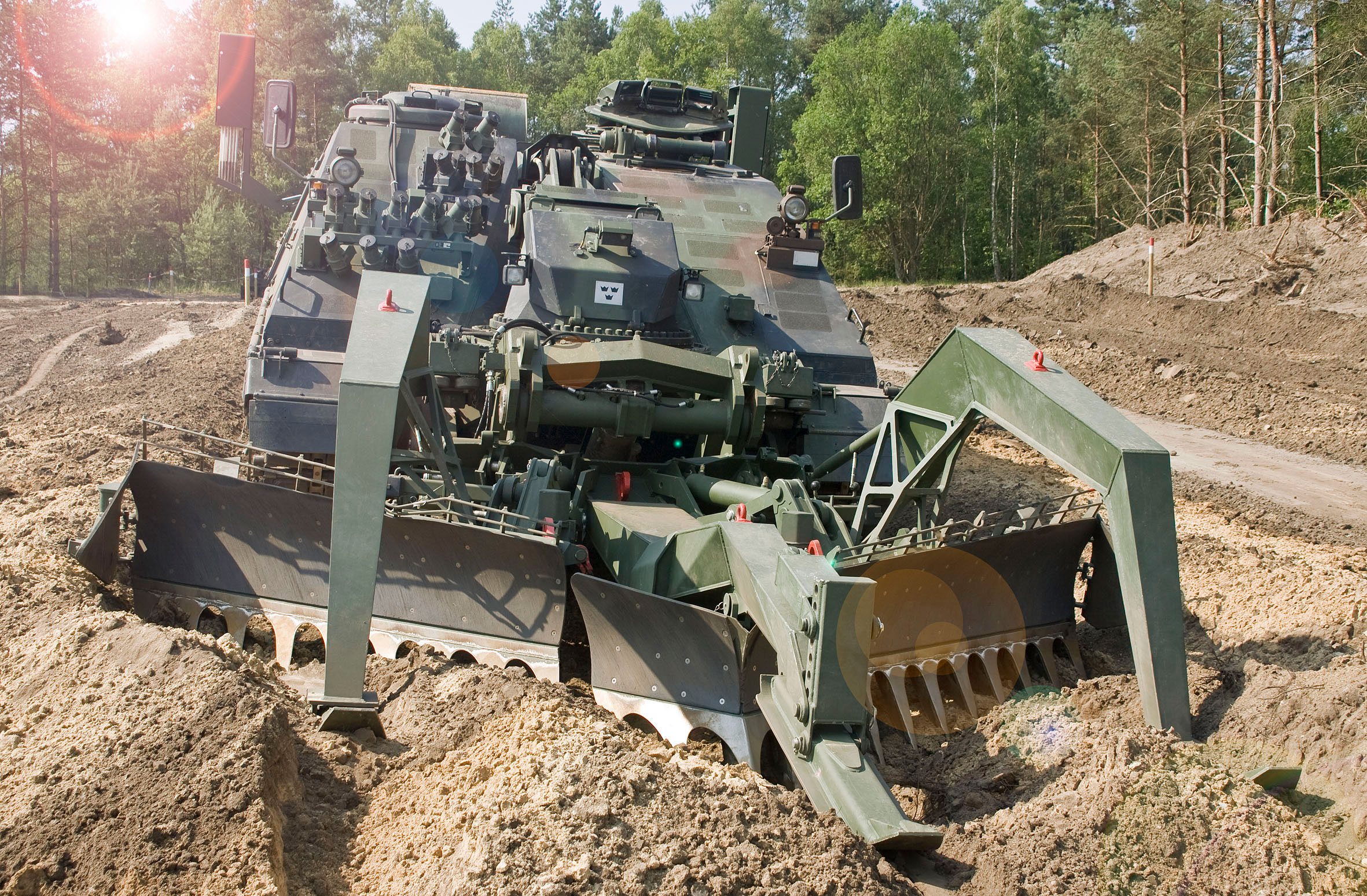
Вид спереди на AEV 3 Kodiak